# Рамос Аллуп, Энри
Энри Лисандро Рамос Аллуп (исп. Henry Ramos Allup; род. 17 октября 1943, Валенсия) — венесуэльский адвокат, оппозиционный политический деятель, депутат венесуэльского парламента, член партии «Демократическое действие», входящей в коалицию «Круглый стол демократического единства», председатель национальной ассамблеи Венесуэлы.

## Биография
Родился 17 октября 1943 года в венесуэльском городе Валенсия. Ещё с детства имел политические пристрастия (возглавлял студенческий центра лицея Мартина Санабриа в 15 лет).

### Политическая карьера
С совершеннолетия пополняет ряды партии Демократическое действие, где остается по сей день, пережив худшие её времена, за что, вероятно, получил репутацию политического динозавра.
В 2000 году был избран депутатом от избирательного округа Каракаса, по решению оппозиции отказался от переизбрания в 2005.
После провала «зонтичной коалиции» в 2004 году становится одним из основателей круглого стола демократического единства — широкой коалиции оппозиционных сил, направленной в данный момент на борьбу против действующего президента, Николаса Мадуро.
В 2012 году избран вице-президентом Социалистического интернационала.
В 2014 году во время широких антиправительственных протестов участвовал в переговорах с правительством для де-эскалации обстановки.
В декабре 2015 года избран депутатом национальной ассамблеи Венесуэлы, позже выдвинут в спикеры парламента.
В первый же день работы парламента депутаты правящей партии обвинили оппозицию в нарушении регламента и покинули зал заседаний.
В мае 2019 года Верховный суд Венесуэлы разрешил возбудить уголовное дело об измене против семи оппозиционных депутатов Национальной ассамблеи Венесуэлы, включая Рамоса, после выступлений 30 апреля того же года. Конституционное собрание Венесуэлы сняло с этих семи депутатов парламентскую неприкосновенность.